# Länskommunikationscentral
Länskommunikationscentralen, LKC, numera RLC (regionledningscentral) är centralen för radiokommunikation och akuta telefonsamtal hos den svenska polisen.
LKC är som "spindeln i nätet" i den operativa verksamheten. Vid LKC leds den operativa verksamheten för de tjänstgörande på fältet. Samtliga LKC har ett vakthavande befäl (vb) som har det yttersta ansvaret vid centralen. På centralen arbetar ett antal operatörer, både poliser och civila med speciell utbildning, båda har titeln KC-operatör. Det krävs en speciell certifiering för att få arbeta vid LKC.
Vid samtliga LKC används radiosystemet RAKEL
Ledningssystemet heter STORM.
Vid LKC kan de tjänstgörande slå i alla polisens register om tjänsten kräver det.
Rikskommunikationscentralen (RKC) som är belägen i Stockholms polishus är en stödjande central för samtliga polismyndighter och drivs av rikspolisstyrelsen.
Därifrån dirigerar man helikoptrar och vissa enstaka andra enheter. RKC är en länk till andra externa myndigheter och departement från de lokala polismyndigheterna.
De flesta polismyndigheter har en egen kommunikationscentral. Undantagen är Kalmar län och Kronobergs län, vars centraler slogs samman i Kalmar 2011, samt Skåne län och Blekinge län som har en gemensam central i Malmö kallad LKC Syd.
Alla som vill ha brådskande hjälp av polisen kopplas antingen via 112 från SOS Alarm, eller via polisensväxel till länskommunikationscentralen i det län där de befinner sig. 
Sveriges största länskommunikationscentral finns i Stockholm, följd av Göteborg, Malmö och Kalmar. 
Länskommunikationscentral uppkom på slutet av 1990-talet, då 21 länsmyndigheter bildades. Dessförinnan fanns 143 polismyndigheter och alla dessa hade en egen radiocentral, kallad antingen KC-kommunikationscentral, FBC-Förbindelsecentral, SC-Sambandscentral.[källa behövs]
Under senare år har en utredning tillsats av Rikspolisstyrelsen, där det ska studeras om antalet centraler ska bantas ner ytterligare till ca 7-8 st.
Denna utredning beräknas vara klar under 2012.
Den geografiska gränsdragningen är inte på något sätt klar, eller om antalet centraler verkligen kommer att minskas ner, men allt tyder på det.[källa behövs]
Det finns även en vilja åtminstone vid Polismyndigheten i Stockholm att LKC skall utläsas som "lednings- och kommunikationscentral" för att tydligare påvisa den operativa ledningsfunktion som LKC utgör.

## Koder som används av LKC och patruller till LKC[källabehövs]
- ASP = Allmänna spaningsregistret
- BR = Belastningsregistret
- Daktad = Person som finns med i signalementsregistret.
- GM = Gärningsman
- HR = Händelserapport
- LKA = Länskommunikationsansvarig
- LOB = Onykter person. Kommer från Lagen om omhändertagande av berusade personer
- LKP = Länskriminalpolisen
- PKC = Polisens kontaktcenter (114 14)
- LAU = Lagen om alkoholutandning (till exempel LAU-kontroll, kontrollera förares nykterhet)
- LVB = Länsvakthavande befäl
- PMF (f.d. MFP) = Polisens multifråga. Visar diverse register och uppgifter om personer
- NI = Nationella Insatsstyrkan
- PIC = Polisinsatschef
- PL13 = Ingripande enligt §13 i polislagen. Avvisande, avlägsnande eller omhändertagande av en person som stör den allmänna ordningen.
- PL19 = Visitering enligt §19 i polislagen.
- 01 = Lediga
- 02 = Framme på plats
- QP = Ägaruppgifter och information om fordon
- RF = Rattfylla
- "Ta ett U" = Ta ett uppehåll. Fika, äta.
- TNE = Tillnyktringsenhet
- UA = Utan anmärkning
- VB = Vakthavande befäl
- YB = Yttre befäl

Övriga Radiotermer
Mittåt = Fel
Fullgod = God hörbarhet